# Aileen Wuornos: American Boogeywoman
Aileen Wuornos: American Boogeywoman es una película biográfica estadounidense de 2021 basada en la vida de la asesina en serie, Aileen Wuornos. Escrita y dirigida por Daniel Farrands, está protagonizada por Peyton List como un joven Wuornos. Los miembros adicionales del reparto incluyen a Lydia Hearst, Nick Vallelonga, Swen Temmel, Andrew Biernat, Meadow Williams y Tobin Bell. Será lanzado por Voltage Pictures, que también dio a conocer Ted Bundy: Americana Boogeyman, una película sobre un asesino en serie Ted Bundy.

## Sinopsis
La película detalla los primeros años de Aileen Wuornos en 1976 cuando se casa con el acaudalado presidente del club náutico Lewis Fell, solo para infligir el caos dentro de su nueva familia y la alta sociedad de Florida.

## Elenco
- Peyton List como Aileen Wuornos
- Lydia Hearst
- Nick Vallelonga
- Swen Temmel
- Andrew Biernat
- Meadow Williams
- Tobin Bell

## Producción
En marzo de 2021, se anunció que Peyton List protagonizaría la película como la asesina en serie Aileen Wuornos y que Voltage Pictures había adquirido los derechos de distribución mundial. En una entrevista, el productor Lucas Jarach dijo que American Boogeywoman se inspiró en la película Monster de 2003, que le valió a Charlize Theron el Premio de la Academia a la Mejor Actriz por su interpretación de Wuornos.

## Lanzamiento
La película estaba programada originalmente para un estreno en cines en los Estados Unidos por parte de Fathom Events el 20 de septiembre de 2021, pero el estreno fue cancelado. La película fue lanzada en VOD el 8 de octubre de 2021 a través de Dark Star Pictures.
La película se mostró en el Festival de Cine de Terror Screamfest 2021 en Los Ángeles.